# Tianyang
Der Kreis Tianyang (chinesisch 田阳县, Pinyin Tiányáng Xiàn; Zhuang Denzyangz Yen) ist ein Kreis im Autonomen Gebiet Guangxi der Zhuang-Nationalität in der Volksrepublik China. Er gehört zum Verwaltungsgebiet der bezirksfreien Stadt Bose. Die Fläche beträgt 2.373 Quadratkilometer und die Einwohnerzahl 330.800 (Stand: 2018).